# Spoorlijn Zwolle - Stadskanaal
De Spoorlijn Zwolle - Stadskanaal is de tussen 1903 en 1905 geopende spoorlijn tussen station Zwolle en station Stadskanaal. De spoorlijn maakte deel uit van het netwerk van spoorwegen van de Noordoosterlocaalspoorweg-Maatschappij (NOLS) waarmee het noordoosten van Nederland werd ontsloten en Twente met de haven van Delfzijl werd verbonden. Na een gefaseerde sluiting van verschillende delen van de lijn is alleen het baanvak Zwolle - Emmen nog in gebruik.
De treindienst over de lijn is gedecentraliseerd, en valt onder het beheer van de provincies Overijssel en Drenthe en de regio Twente. De vervoerder is, na een aanbesteding, sinds 9 december 2012 Arriva, die deze spoorlijn samen met de spoorlijn Mariënberg - Almelo voor commerciële doeleinden heeft omgedoopt tot Vechtdallijnen.

## Geschiedenis
De spoorlijn van Zwolle naar Stadskanaal is aan het begin van de twintigste eeuw aangelegd door de NOLS. De maatschappij legde in diezelfde periode ook de aansluitende spoorlijnen van Mariënberg naar Almelo en van Gasselternijveen naar Assen aan. Vanuit Stadskanaal legde de NOLS enkele jaren later de spoorlijn naar Zuidbroek aan, gevolgd door de spoorlijn Zuidbroek - Delfzijl.
In aansluiting op het netwerk van de NOLS legde de Overijsselsche Lokaalspoorweg-Maatschappij Deventer - Ommen in 1910 de spoorlijn Deventer - Ommen aan. De spoorlijnen van de NOLS en de OLDO werden geëxploiteerd door de Staatsspoorwegen. Door de komst van de autobus en vrachtwagen nam het spoorwegvervoer in de dunbevolkte gebieden af. In 1934, nog geen 25 jaar na de opening van de laatste spoorlijn, werden dan ook al de eerste deeltrajecten van het NOLS-netwerk voor het reizigersvervoer gesloten.
Het baanvak Emmen - Gasselternijveen langs de Drentsche Hondsrug werd in 1938 volledig gesloten, het traject Gasselternijveen - Stadskanaal volgde een jaar later. Dit baanvak bleef open voor het goederenvervoer. Door brandstofschaarste tijdens en vlak na de Tweede Wereldoorlog werd de spoorlijn weer heropend. Het traject Emmen - Gasselternijveen werd in 1940 en 1945 enkele maanden voor het reizigersvervoer geopend. In 1940, 1941 en 1945 was het traject open voor goederenvervoer. In 1946 werd het traject tussen Weerdinge en Buinen definitief gesloten en opgebroken. Op de twee overgebleven trajecten vond nog enige jaren goederenvervoer plaats.
Op de spoorlijn tussen Gasselternijveen en Stadskanaal vond tussen juni 1940 en mei 1947 reizigersvervoer plaats. Het personenvervoer tussen beide plaatsen werd per 4 mei 1947 gestaakt, omdat er bij NS een gebrek was aan treinen. Al het beschikbare materieel werd ingezet om op primaire lijnen een tweeuursdienst te onderhouden. Hierdoor was er geen materieel beschikbaar voor enkele secundaire lijnen. De dienst werd in eerste instantie tijdelijk vervangen door een busdienst, hoewel gevreesd werd voor een afname van de kwaliteit, vanwege de slechte staat van de autowegen. Omdat de bus meer plaatsen kon aandoen vond men het daarom later niet meer nodig het personenvervoer per trein te herstellen. Hierna bleef de spoorlijn geopend voor goederenvervoer. In 1964 werd het goederenvervoer op de spoorlijn Gasselternijveen - Buinen gestaakt. Acht jaar later volgden de trajecten Emmen - Weerdinge en Gasselternijveen - Stadskanaal. Op het gehele baanvak van Emmen tot Stadskanaal zijn hierna de sporen opgebroken, maar de bedding is op veel plaatsen nog duidelijk in het landschap aanwezig, zij het soms als weg of fietspad.

### Modernisering
Het baanvak Zwolle - Emmen, ook bekend als de Emmerlijn, is altijd in gebruik gebleven. Het traject werd tussen 1985 en 1987 volledig gesaneerd en gemoderniseerd. Het traject werd hierbij volledig geëlektrificeerd en gedeeltelijk dubbelsporig, te weten tussen Zwolle - Dalfsen en Mariënberg - Gramsbergen. Met deze reconstructie werd een halfuursdienst mogelijk gemaakt.

### Overname spoorlijn door de lokale overheid

#### Overname
In december 2007 hebben de provincies Drenthe en Overijssel de treindienst tussen Zwolle en Emmen overgenomen van de Rijksoverheid. Hierbij werd overeengekomen dat de NS de treindienst nog drie jaar verzorgt. In deze periode was een aantal aanpassingen gedaan. Van de versnelde Plan-V treinstellen waren 14 stellen aan de buitenzijde voorzien van de logo's van beide provincies, aan de binnenzijde zijn de tussenwanden voorzien van foto's van de omgeving van de Emmerlijn. Omdat voor de dienst op het traject een aantal vaste treinstellen is ingedeeld, werd gebruikgemaakt van instapmarkering. Op de perrons langs het traject werd met twee kleuren aangegeven waar de deuren van de treinen zich bevinden. Blauw voor de 1e klasse en geel voor de 2e klasse. Na renovatie van de perronrand is de markering weer verdwenen.

#### Aanbesteding 2010
De spoorlijnen Zwolle - Emmen en Almelo - Mariënberg zijn in 2010 onder de naam Vechtdallijnen gezamenlijk openbaar aanbesteed. Arriva, Syntus, Veolia en Pollarisrail schreven in voor de concessie. Op 11 mei 2010 werd bekend dat Arriva de concessie, die loopt van december 2012 tot december 2027, had gewonnen. Arriva heeft op 9 december 2012 de treindienst overgenomen van NS.

## Stations en gebouwen

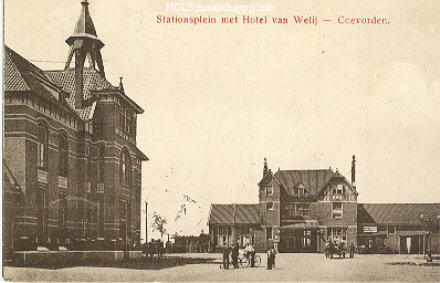
Station Coevorden, 1921.

De NOLS paste, net als de meeste andere spoorwegmaatschappijen, voor de stationsgebouwen langs de spoorlijnen een aantal standaardontwerpen toe. De gebouwen van de maatschappij werden ontworpen door Eduard Cuypers en waren relatief groots en fraai uitgevoerd. De plaatsnamen werden bijvoorbeeld uitgevoerd in sierlijke mozaïeken waarbij onder andere goudkleur werd toegepast.
In Coevorden verscheen het enige gebouw van het type eerste klasse langs de spoorlijn. In Dalfsen, Ommen, Mariënberg, Hardenberg, Nieuw Amsterdam, Emmen, Gasselternijveen en Stadskanaal werd het type tweede klasse in verschillende uitvoeringen gebouwd. Gramsbergen, Dalen en Buinen kregen een gebouw van het type derde klasse. Het type haltegebouw werd neergezet in Vilsteren, Bergentheim, Dalerveen, Zuidbarge, Weerdinge, Valthe en Exloo toegepast.
De stations van Vilsteren, Junne, Dalen en Dalerveen en de stations langs het traject Emmen - Stadskanaal werden al voor de Tweede Wereldoorlog gesloten. Met de tijdelijke heropening van dit baanvak tijdens en na de oorlog werden ook de stations heropend. Ook station Dalen was tussen 1940 en 1950 in gebruik. Het station van Stadskanaal werd tot 1953 gebruikt voor reizigersvervoer naar Groningen. Het stationsgebouw van Dalerveen werd vrijwel direct na de sluiting gesloopt. Het gebouw van Junne werd gesloopt in 1963, de gebouwen van Dalen en Buinen volgden in 1970. Het voormalige stationsgebouw van Stadskanaal werd in 1979 gesloopt, afbraak stationsgebouw Vilsteren volgde een jaar later.
De stationsgebouwen van Weerdinge, Valthe en Exloo zijn, ondanks dat het bijbehorende spoor is opgebroken, blijven bestaan en in gebruik als woonhuis.
Hoewel de NS in de jaren 60 en 70 veel oude stationsgebouwen verving door kleinere en efficiëntere bouwwerken, bleef een opvallend groot deel van de stations langs de Emmerlijn de sloophamer bespaard. Het stationsgebouw van Emmen werd in 1965 vervangen door een opvallend en groter bouwwerk. De plaats breidde in de loop van de jaren 50 en 60 sterk uit en het oude stationsgebouw werd te klein en verkeerde daarnaast in slechte staat. Het nieuwe gebouw kreeg onder andere een stationsrestauratie. Het stationsgebouw van Coevorden werd in 1976 vervangen door een doorgangsgebouw met dienstruimten aan beide zijden. De wachtruimte werd hierbij gesitueerd op het perron.
Een jaar eerder werd de voorstadshalte Emmen Bargeres geopend. De halte kreeg slechts een abri. Tegelijkertijd werd station Bergentheim gesloten. In 1987 werd station Dalen heropend. Ook hier verscheen alleen een abri. In 1993 werd het voormalige stationsgebouw van Bergentheim gesloopt. Ook het stationsgebouw van Nieuw Amsterdam viel dat jaar, ondanks inspanningen van de gemeente, ten prooi aan de slopershamer.

## Dienstregeling
Het traject Zwolle - Emmen was het drukstbereden gedeelte van het NOLS-netwerk. Na de oorlog reed er elk uur een stoptrein over het traject, in de spits aangevuld met een enkele spitstrein. In 1970 werd de stoptreindienst Almelo - Mariënberg grotendeels doorgetrokken naar Hardenberg. De meeste treinen tussen Zwolle en Emmen sloegen voortaan Bergentheim over. Hiermee werd de treindienst tussen beide plaatsen met enkele minuten verkort. In 1975 werd station Bergentheim gesloten en keerden de treinen uit Almelo voortaan weer in Mariënberg. Een treinpaar reed in de spits door naar Coevorden, later Gramsbergen. Vanaf het midden van de jaren 70 reden er in de spits enkele sneltreinen over het traject, 's ochtends naar Zwolle en 's middags naar Emmen. Deze treinen stopten alleen in Ommen en Coevorden. Een treinpaar stopte ook in Dalfsen. De reistijd tussen Zwolle en Emmen werd hiermee verkort tot een uur.

### Modernisering
Na de elektrificatie en de gedeeltelijke spoorverdubbeling van het traject werd de dienstregeling verbeterd. Voortaan reed er elk uur een stoptrein en behalve zondagochtend en -middag elk uur een sneltrein. De sneltrein stopte opnieuw alleen in Ommen en Coevorden. Na politieke druk vanuit Hardenberg werd er een stop op station Hardenberg aan toegevoegd. In de spits werd ook gestopt in Dalfsen. De reistijd van de sneltreinen werd tussen Zwolle en Emmen verkort tot 51 minuten. De stoptreinen deden nog altijd een uur en tien minuten over het traject. De lange rijtijden van de stoptreinen waren vooral te wijten aan de inzet van treinstellen Materieel '54 en de beperkte kruisingsmogelijkheden op het grotendeels enkelsporige traject.

### Start van de Railhopper
In 1993 bouwde Talbot in Aken negen treinstellen Stoptreinmaterieel '90. De stellen dienden als prototype voor het nieuwe stoptreinmaterieel van de NS. De Railhoppers waren breder dan het bestaande reizigersmaterieel en kwamen daardoor op veel trajecten 'buiten profiel'. De Emmerlijn werd als proeftraject toegewezen. Het traject werd hiervoor –waar nodig– speciaal aangepast. De treinstellen bleken nogal storingsgevoelig en werden al spoedig uit de reizigersdienst onttrokken. De oude treinstellen Materieel '54 keerden terug op de Emmerlijn en het proefbedrijf zonder reizigers vond zolang plaats op het dubbelsporige traject tussen Meppel en Leeuwarden.
In 1995 keerden de Railhoppers weer terug tussen Zwolle en Emmen. De stellen werden hierbij voornamelijk ingezet in de stoptreindienst tussen beide plaatsen. Deze werd met de komst van het nieuwe materieel aanzienlijk versneld. De stoptreinen legden het traject voortaan binnen een uur af. Daarnaast werden er enkele extra spitsstoptreinen tussen Zwolle en Ommen toegevoegd. Door de eerder genoemde beperkingen van het traject vervielen met deze nieuwe dienstregeling in Zwolle vrijwel alle aansluitingen.

### Plan V
In december 2005 werd het proefbedrijf met de Railhoppers gestaakt en werden de stellen buiten dienst gesteld. Om toch de snellere rijtijden tussen Zwolle en Emmen te waarborgen, werd tegelijkertijd de elektrische installatie van een aantal Plan V treinstellen aangepast zodat deze sneller kunnen optrekken. Een aantal van de treinstellen werd beplakt met de toepasselijke tekst "Vanaf nu is alles anders! Nieuwe dienstregeling Zwolle - Emmen". Deze nieuwe dienstregeling betekende een verschuiving en aanpassing van de treindiensten. De stop- en sneltreinen rijden sindsdien in een bijna regelmatige halfuurdienst, waarbij de sneltreinen een extra stop in Dalfsen en Nieuw Amsterdam maken. In Zwolle werd bovendien de aansluiting op de overige treinen verbeterd. In 2007 is de dienstregeling met ongeveer een half uur verschoven.
De sneltrein Zwolle - Dalfsen - Ommen - Hardenberg - Coevorden - Nieuw Amsterdam - Emmen overbrugde de afstand in 55 minuten. De stoptrein stopte daarnaast nog in Mariënberg, Gramsbergen, Dalen en Emmen Bargeres en had daar 61 à 62 minuten voor nodig.
Bij de opening van Station Emmen Zuid in het weekend van 2 en 3 april 2011 werd station Emmen Bargeres gesloten. De sneltrein ging in Emmen Zuid stoppen, waardoor deze nog maar 5 tot 7 minuten sneller was dan de stoptrein.

### Arriva
Op 9 december 2012 kreeg de lijn een nieuwe exploitant: Arriva. Bij de start van Arriva werd de dienstregeling uitgebreid. Nieuw is een spitstrein tussen Zwolle en Coevorden, die twee keer per uur rijdt. De sneltrein stopt sinds 9 december 2012 ook te Mariënberg, en rijdt bovendien 's avonds langer door.
De volgende treinseries maken in de dienstregeling 2025 gebruik van de Emmerlijn:
| Serie       | Treinsoort         | Route                            | Bijzonderheden                                                                         |
| ----------- | ------------------ | -------------------------------- | -------------------------------------------------------------------------------------- |
| 3800 RE 20  | Sneltrein (Arriva) | Zwolle – Mariënberg – Emmen      | Onderdeel van Blauwnet. 1x per uur.                                                    |
| 13800 RE 20 | Sneltrein (Arriva) | Zwolle – Coevorden – Emmen       | Onderdeel van Blauwnet. Rijdt alleen tijdens de spits.                                 |
| 8000 RS 20  | Stoptrein (Arriva) | Zwolle – Mariënberg – Emmen      | Onderdeel van Blauwnet. 1x per uur.                                                    |
| 31000 RS 21 | Stoptrein (Arriva) | Almelo – Mariënberg – Hardenberg | Onderdeel van Blauwnet. 1x per uur, 2x per uur in de brede spits en op zaterdagmiddag. |

## Toekomst

### Uitbreiding capaciteit
Er wordt door de provincie Overijssel gekeken naar infrastructurele aanpassingen die hogere frequenties (4 keer per uur) op het gehele traject Zwolle-Emmen mogelijk maken.

#### Infrastructuur
Mede vanwege het gebruik door goederentreinen van de lijn tot Coevorden, waar zich een overslagstation bevindt, en de toegenomen reizigersvraag door forensen wordt inmiddels door diverse overheden gepleit voor capaciteitsuitbreiding van de spoorlijn. Om de huidige dienstregeling te waarborgen en nog verder te kunnen verbeteren, zullen de opdrachtgevers (provincie Drenthe, provincie Overijssel en regio Twente) in overleg met de nieuwe concessiehouder bekijken waar investeringen nodig zijn. Deze worden betaald uit de vrijgekomen gelden na het afblazen van de Zuiderzeelijn.
In eerste instantie is gekeken naar de volgende maatregelen:
- de aanleg van een derde spoor of een spoorverdubbeling tussen Zwolle en Herfte.

De capaciteit tussen Zwolle en de buurtschap Herfte, waar de sporen naar Emmen afbuigen van de spoorlijn Zwolle - Meppel, is een knelpunt. Met het toenemen van het treinverkeer wordt dit een probleem. Er dient daarom minstens een extra spoor aangelegd te worden tussen Zwolle en Herfte voor treinen uit de richting Emmen, zodat de treinen op de baanvakken Emmen - Zwolle en Meppel - Zwolle elkaar niet meer bij Herfte hoeven kruisen. Als het extra spoor westelijk van de huidige sporen wordt gelegd, is ter plaatse een fly-over nodig. Een andere, goedkopere oplossing is een spoor oostelijk van de huidige sporen in combinatie met links rijden tussen Dalfsen en Zwolle v.v.
- de bouw van station Emmen Zuid ter vervanging van het station Emmen Bargeres.

Het station Emmen Bargeres had een ongelukkige ligging wat betreft bereikbaarheid en lag door de forse uitbreiding van Emmen in zuidelijke en westelijke richting niet centraal meer. Het moest daarom vervangen worden door een nieuw station ter hoogte van de Nieuw Amsterdamsestraat. Dit station kan de nieuwbouwwijken Rietlanden en Delftlanden beter bedienen. Dit treinstation is op 3 april 2011 in gebruik genomen.
- het over korte afstand tweesporig maken van de lijn bij station Ommen.

Een knelpunt in de dienstregeling is de passage of 'kruising' van de treinen bij station Ommen. Bij vertraging moeten de treinen hier vaak op elkaar wachten. Door de lijn hier over 2 kilometer lengte te verdubbelen kunnen de effecten van vertragingen beperkt blijven. Zo kan de in Ommen stipt aankomende trein bij vertraging van de trein uit de andere richting eerder vertrekken, wat het overnemen van die vertraging voorkomt of vermindert. Het dubbele spoor biedt als voordeel dat goederentreinen zich er kunnen opstellen zonder andere treinen te hinderen.
- het dubbelsporig maken van het baanvak tussen Nieuw Amsterdam en Emmen Zuid.

Voor de kruising bij Nieuw Amsterdam geldt hetzelfde als voor die bij Ommen. Door het baanvak hier over een lengte van zes kilometer dubbelsporig te maken, kunnen treinen tussen Coevorden en Emmen elkaar rijdend kruisen, wat de betrouwbaarheid van de dienstregeling verbetert.
- de aanleg van een tweede spoor bij station Dalen.

Bij het station van Dalen ligt slechts enkelspoor. Treinen kunnen elkaar hier niet kruisen, waardoor er tussen Coevorden en Nieuw Amsterdam slechts een trein tegelijk kan rijden. Een passeerspoor maakt de dienstregeling op de lijn flexibeler en betrouwbaarder.
Inmiddels wordt gesproken over verdere spoorverdubbeling op de baanvakken Dalfsen - Ommen - Mariënberg en Gramsbergen - Coevorden. Vooral tussen Gramsbergen en Coevorden is een capaciteitsprobleem, doordat zowel reizigerstreinen als goederentreinen naar het Europark bij Coevorden van het spoor gebruikmaken. Daarnaast is een directe verbinding tussen Hardenberg en Almelo gerealiseerd, waardoor men vanuit Drenthe gemakkelijker in Twente kan komen.
Ook bestaan er voorstellen voor heropening van station Bergentheim en een station bij de evenementenhal in Hardenberg.
Tussen Gramsbergen en Coevorden  werd een draaibrug over het Coevorden-Vechtkanaal gebouwd waardoor de Euroterminal Coevorden B.V vanaf 3 mei 2017 rechtstreeks bereikbaar is. De treinen hoeven daardoor niet meer kop te maken in Coevorden.

#### Dienstregeling
Uiteindelijk is de bedoeling vanuit Zwolle minstens drie en in de spits mogelijk zelfs vier treinen per uur te laten rijden richting Emmen. Hiervoor zijn verschillende scenario's denkbaar: twee stoptreinen en één sneltrein Zwolle - Emmen, eventueel aangevuld met een extra sneltrein in de spits, maar ook kortere spitsdiensten tot Ommen of tot Hardenberg. Vanwege de beperkte infrastructuur zouden stop- en sneltrein misschien over een deel van het traject gekoppeld moeten rijden.
Een ander scenario gaat uit van aparte stoptreindiensten Almelo - Emmen en Zwolle - Hardenberg aangevuld met een sneltreindienst Zwolle - Emmen. Sommige stoptreinreizigers van en naar Zwolle zouden dan in Coevorden of Hardenberg moeten overstappen.

#### Verlenging treindienst Almelo - Mariënberg naar Hardenberg
In opdracht van Provinciale Staten van Overijssel zijn in 2016 werkzaamheden aan het spoor uitgevoerd, waarna de treindienst van Almelo naar Mariënberg door is getrokken naar Hardenberg. Hierdoor is het gemakkelijker geworden om vanuit Hardenberg naar Twente v.v. te reizen. De werkzaamheden bestonden uit aanpassing van de sporen in Mariënberg, het toevoegen van een wissel in Hardenberg, vernieuwing van spoorstaven en dwarsliggers tussen Almelo en Mariënberg en de opheffing van station Geerdijk.

### Spoorlijn Emmen - Stadskanaal
In 2008 hebben de provincies Drenthe en Groningen onderzoek laten doen naar de aanleg van een nieuwe spoorverbinding tussen Emmen en Stadskanaal, waardoor er een rechtstreekse spoorverbinding naar Groningen zou ontstaan. De uitkomsten van dit onderzoek waren niet positief.
In 2019 werd opnieuw een onderzoek aangekondigd naar realisatie van een spoorverbinding tussen Emmen en Stadskanaal. Deze verbinding zou dan onderdeel worden van de zogenaamde Nedersaksenlijn, een doorgaande spoorverbinding tussen Enschede en Groningen. Maar de provincie Drenthe gaf aan de verbinding 'onrealistisch' te vinden.
Op 16 april 2025 is de begroting van 1,9 miljard euro voor de Nedersaksenlijn goedgekeurd, waarmee deze verder ontwikkeld kan worden. En de DB die vanaf 2026 op Emmen gaat rijden, de Bentheimer Eisenbahn, is bijna klaar.

## Foto's

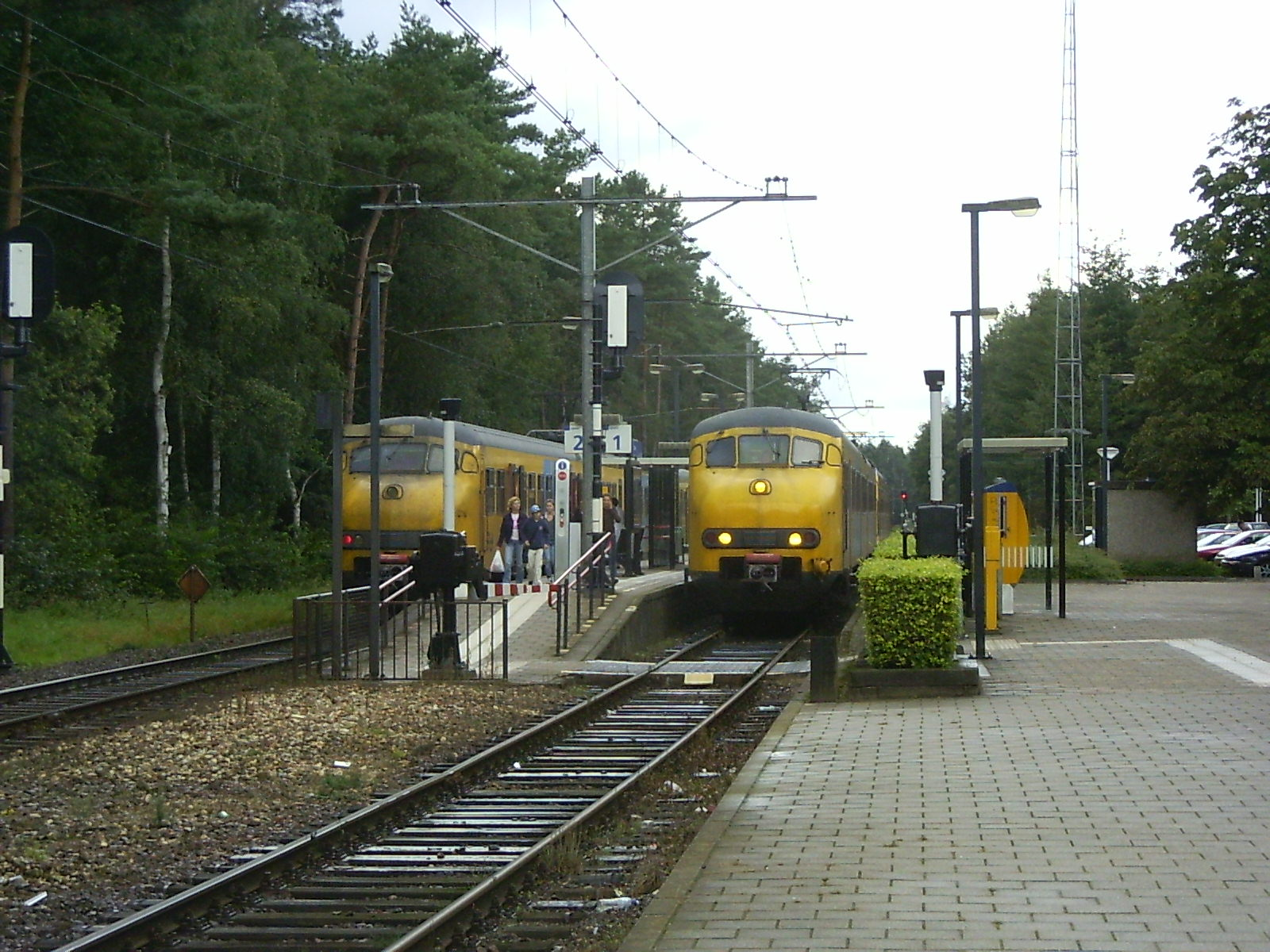
Verleden tijd: twee Mat'64 Plan V's kruisen elkaar linksrijdend te Ommen
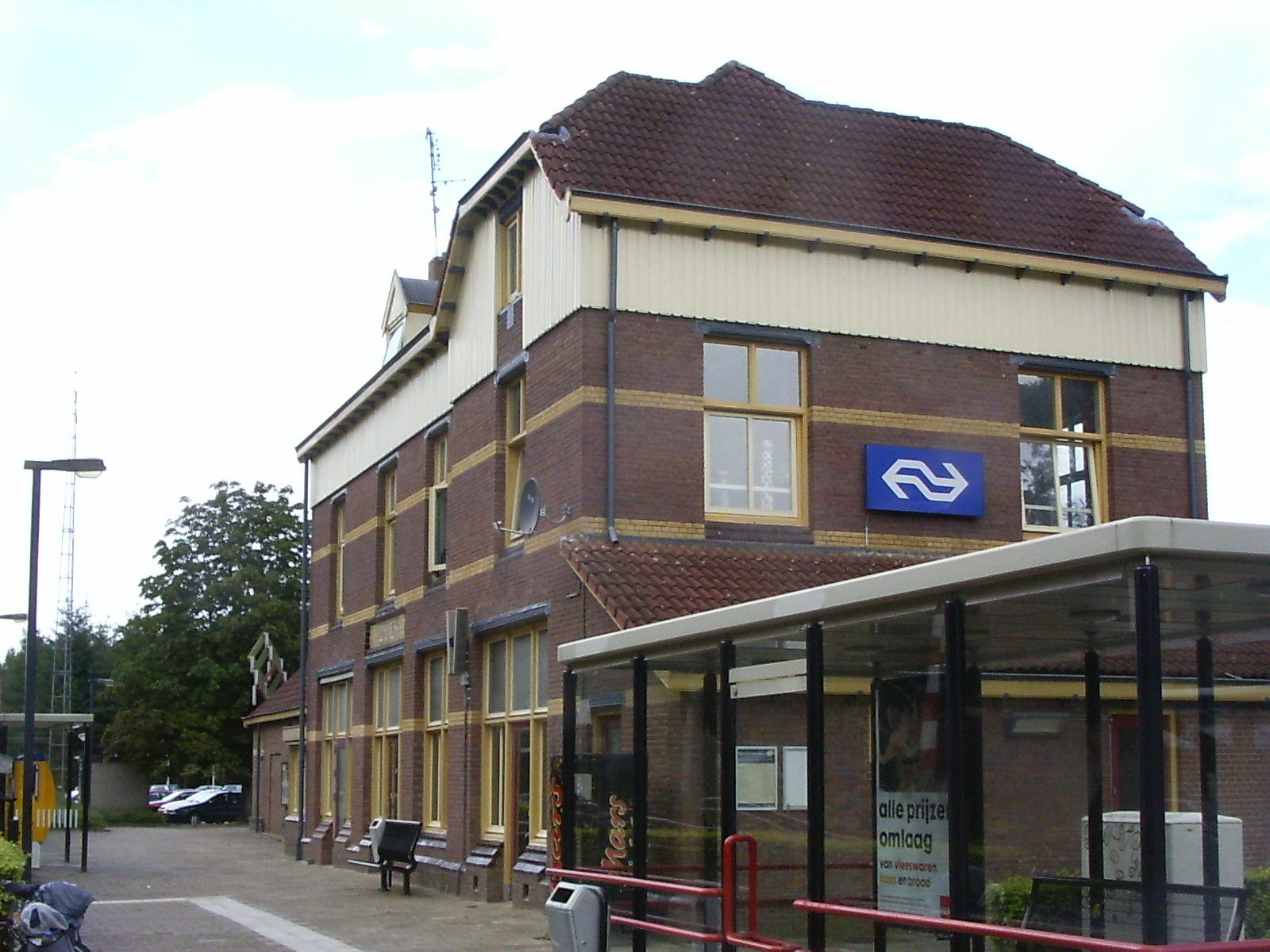
Station Ommen, spoorzijde
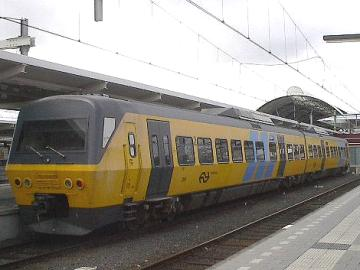
Railhopper op station Zwolle, binnenkomend uit Emmen
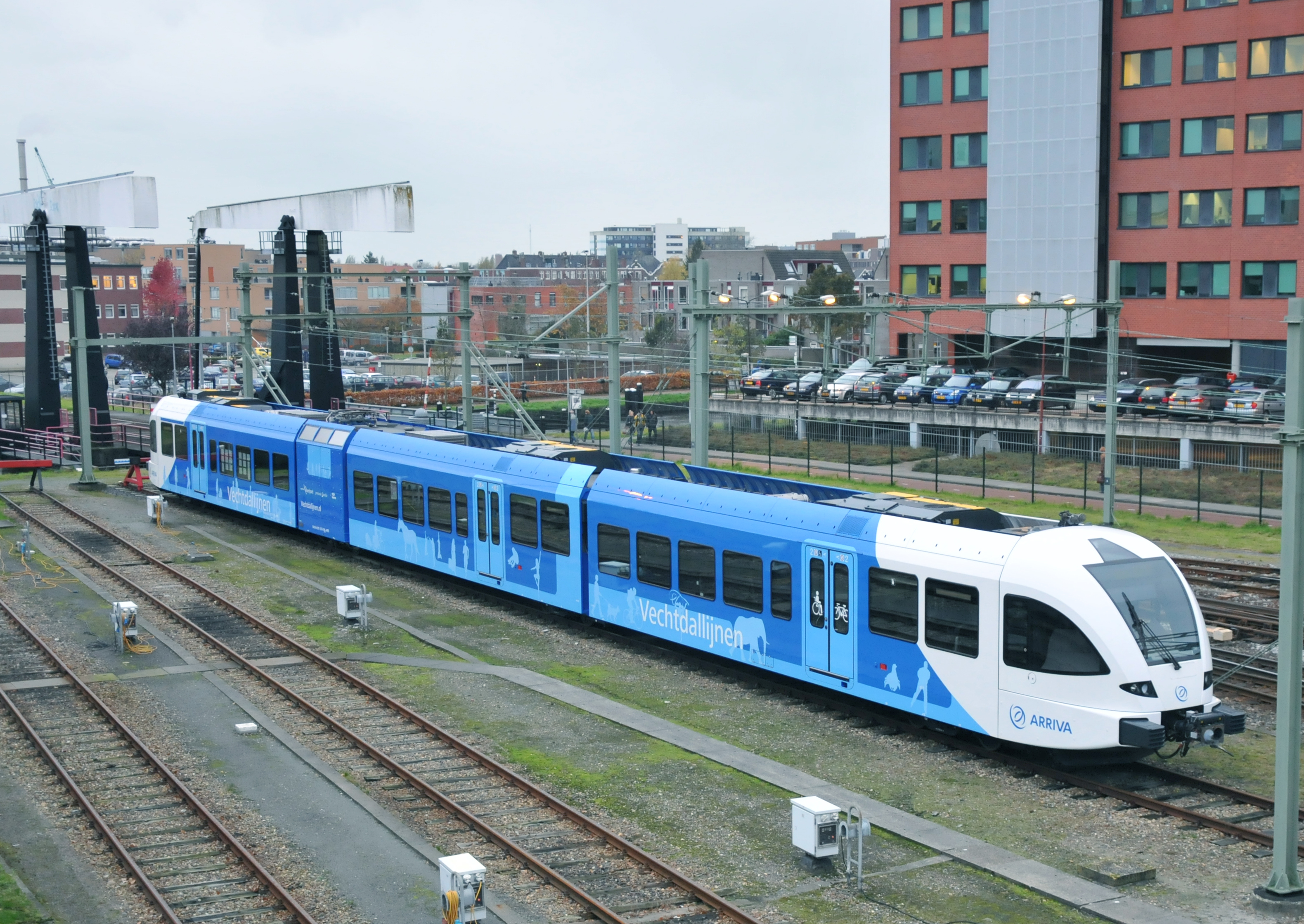
Arriva GTW 2/8 voor de Vechtdallijn, hier te Groningen
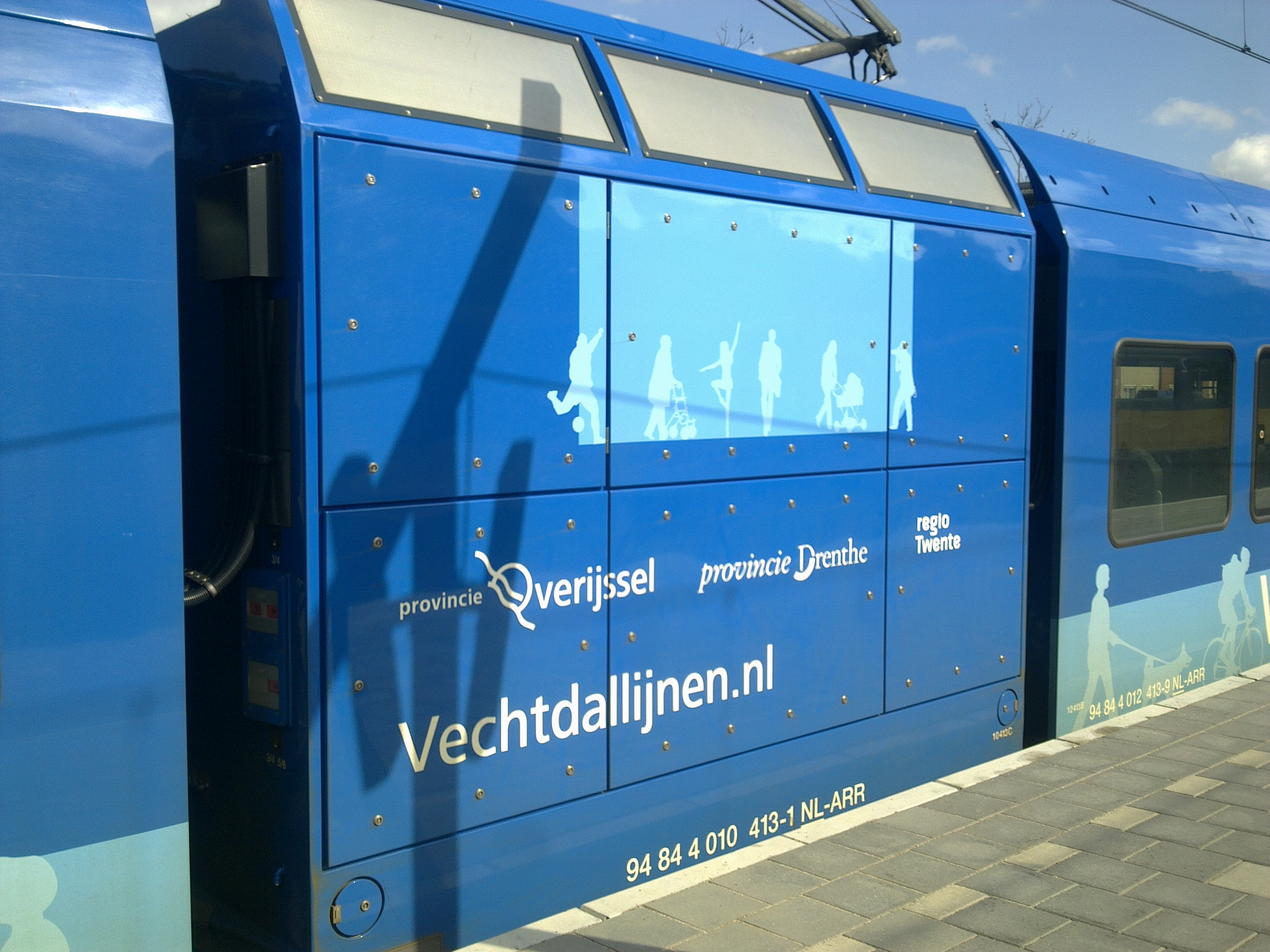
Motorwagon van een GTW Vechtdallijnen te Zwolle in maart 2013.